# Francisco Asensi Hernández
Francisco Asensi Hernández (1936, Algemesí- 2013) va ser un escriptor format en humanitats, filosofia i teologia, i llicenciat a la Universitat de València en Història.
Fou sacerdot durant 10 anys, dels quals 6 fou director d'un col·legi major universitari. Fou capellà destinat a Banyeres de Mariola. Després es llicencià en Història. Es tornà negativament crític amb l'Església Catòlica.
Les seues novel·les tracten temes sobre la religió.
La novel·la Sangre és un thriller policíac tracta de manera crítica l'Opus Dei i fou publicada a Alemanya, Polònia i Romania abans que a Espanya.Aleshores, Asensi tenia d'agent literari a Carmen Balcells. La novel·la fou una reacció a la novel·la El codi de Da Vinci perquè era estereotipat i l'autor Dan Brown sabia poc del tema que tractava.
L'última novel·la que ha escrit (El evangelio de las mujeres) tracta sobre la presència de les dones a l'Església dels primers cristians.

## Obres
Articles
A més dels articles d'opinió del seu blog, n'ha publicat a les revistes ATRIO i Barcella, i a Periodista Digital.
Destaca la reacció d'un sacerdot catòlic despertada per un article.
Novel·les
- La sibila de Delfos.Asesinato en el cónclave (1996)[1][3][14]
- Sombras sobre el Vaticano[3] (1999)[4]
- El diablo tiene nombre[3] (2001)[4]
- El secreto de Sant Angelo (2206)[4]
- Sangre (2012)[15]
- Hulda o el evangelio de las mujeres[2][4]